# Pelchrzim

Wappen derer von Pelchrzim

Pelchrzim, gesprochen: Pelcherzim, (tschechisch Pelhřim z Třankovic, auch Pelgrzim, Pielgrzym, Peldrzim, Peldřim, Pelhrim, Pelhrzim oder Pelhrzym) ist der Name eines alten schlesischen Adelsgeschlechts aus dem Herzogtum Teschen, das erstmals zu Beginn des 13. Jahrhunderts urkundlich erscheint.

## Herkunft
Die Herren Pelchrzim von Trzenkowitz gehören zu den alten Geschlechtern Schlesiens, dem sogenannten schlesischen Uradel. Sie hießen zunächst nach den Dörfern Katschitz und Groß Kuntschitz bei Skotschau im Herzogtum Teschen. Der Name Pelgrzim wurde erst zum Ende des 14. Jahrhunderts gebräuchlich. Mit einem Ritter Grzymisław im Gebiet von Teschen auf einer Urkunde des Breslauer Bischofs Lorenz vom 27. Mai 1223 werden sie erstmals genannt. Grzymislaws Urenkel war Grzimislaus von Katschitz, urkundlich erwähnt in Bielitz am 14. März 1316. In den Jahren 1322 bis 1337 wird Pelgrzim von Katschitz als Rat des Herzogs Kasimir I. von Teschen sowie Nikolaus von Kuntschitz und Nikel von Trzankowitz erwähnt. Mit Nicolaus Pelgrzym, Gutsherr auf Katschitz und Kuntschitz (Kończyce) bei Teschen, urkundlich 1388 genannt, beginnt die direkte Stammreihe. 1413 werden dem Kaspar Pelhrzym die alten Privilegien bestätigt. Im Jahr 1416 sind drei Pelhrzyms nachweisbar: Nikolaus auf Trzankowitz und Klein Pruchna sowie die Brüder Gorschy und Mnischek auf Katschitz. Von Mnischek stammen die polnischen Grafen Mniszek (Mniszkowie) ab, von Nikolaus die noch heute blühenden Pelchrzim von Trzankowitz (Trzenkowitz).
Stammsitz dieses Adelsgeschlechts sind die Dörfer Třanovice und Groß-Ochab. Das Dorf Pielgrzymowice bei Pawlowitz geht auf eine Gründung der Familie im Jahr 1305 zurück. Die Pelchrzim waren im Herzogtum Teschen reich begütert und besaßen auch im benachbarten Mähren einigen Grundbesitz. Wegen ihrer Beteiligung am Böhmischen Ständeaufstand 1618 wurde ihr Besitz in Böhmen und Mähren vom böhmischen Landesherrn Ferdinand II. konfisziert. In Ostpreußen wurde die Familie zu Berghof, Ladtkeim, Pokraken heute Leninskoje (Kaliningrad), Schirten und Polixen begütert. In Schlesien waren sie noch 1805 zu Gordawitz und Gieraltowitz und 1830 zu Rogosina gesessen.
Mitte des 17. Jahrhunderts führt Sinapius die Brüder Wenceslaw von Pelgrzim und Trzenkowitz auf Ottrembow und Friedrich von Pelgrzim und Trzenkowitz auf. Nur Friedrichs Sohn Kaspar von Pelgrzim und Trzenkowitz auf Bobrek, der freien Standesherrschaft Beuthen Landrechtsbeisitzer, setzte die Linie im Mannesstamm fort.
Die Familie förderte früh den Protestantismus und war maßgeblich am Bau der Teschener evangelischen Jesuskirche beteiligt, welche seit 1709 die Mutter sämtlicher evangelischer Kirchen in Österreichisch Schlesien ist.

## Wappenbeschreibung
Das Stammwappen zeigt in Silber einen mit einer nach oben geöffneten silbernen (auch goldenen) Mondsichel belegten schwarzen Adlerflügel. Auf dem Helm mit schwarz-silbernen Decken das Schildbild.

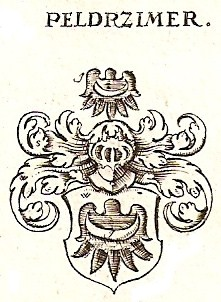
Stammwappen der schlesischen Familie von Pelchrzim (Weigelsches Wappenbuch von 1734)
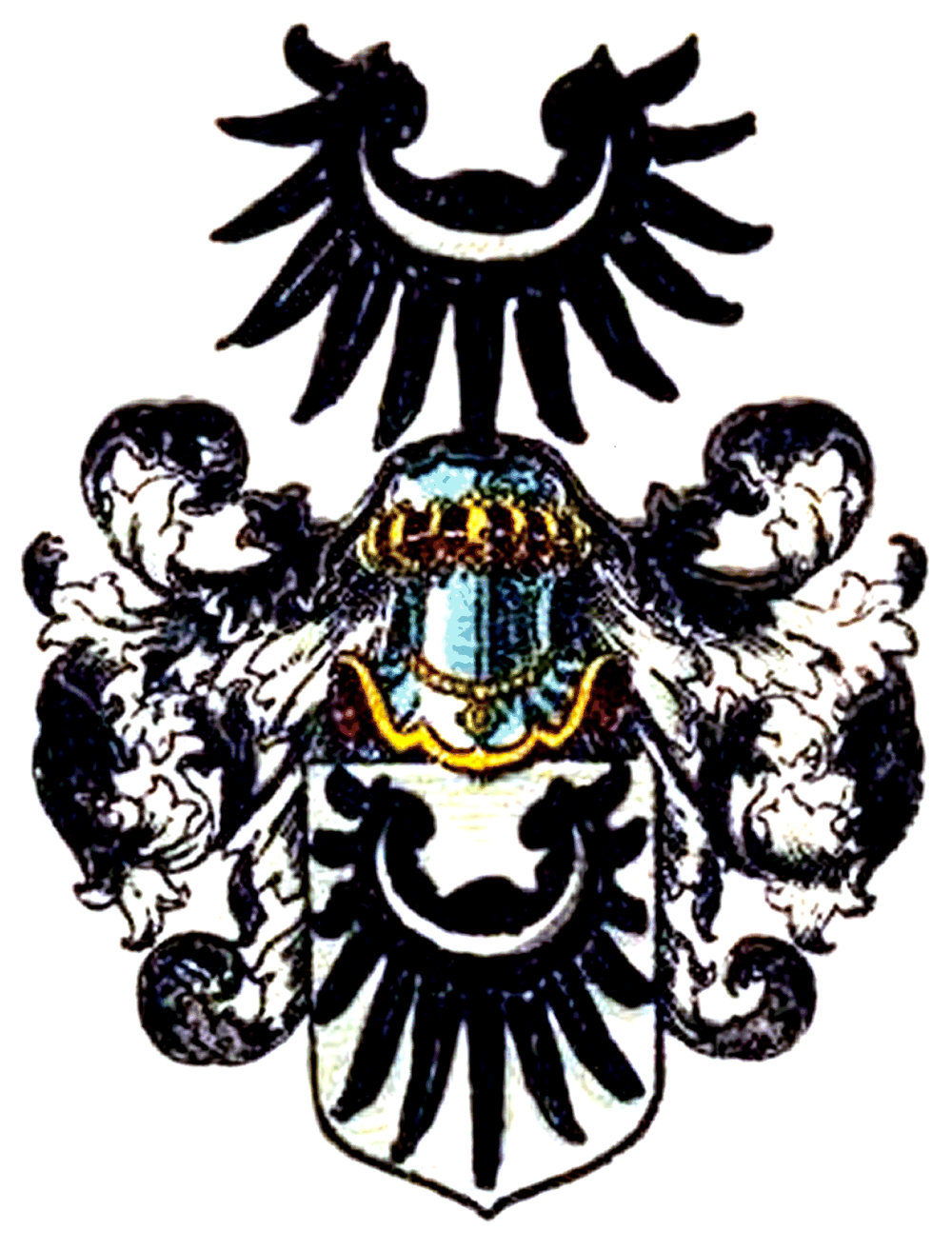
Wappenvariante derer von Pelchrzim

## Namensträger
- Edgar von Pelchrzim und Trzankowitz (1904–1990), deutscher Tanzkünstler, Ballettmeister und Choreograph
- Gottlieb Julius von Pelchrzim und Trzenkowitz (1717–1788), königlich preußischer Generalmajor
- Karl von Pelchrzim und Trzankowitz (1742–1807), königlich preußischer Generalmajor
- Kaspar d. Ältere von Pelgrzim und Trzankowitz (1560–1630), Hauptmann und Kanzler des Fst. Teschen
- Kaspar d. Jüngere von Pelgrzim und Trzenkowitz (1592–1684), Kanzler des Fürstentums Teschen (1625–1637)
- Nikolaus von Pelgrims (tschechisch Mikuláš z Pelhřimova) (* etwa 1385 in Poděbrady; † 1460 ebenda) war ein tschechischer Bischof, Chronist und Diplomat
- Theodor von Pelchrzim und Trzenkowitz (1816–1892), königlich preußischer Major und Schriftsteller
- Wenceslaus von Pelhrzim und Trzenkowitz, Kanzler des Fürstentums Teschen